# Рафаеле Вівіані
Рафаеле Вівіані (італ. Raffaele Viviani; 10 січня 1888, Кастелламмаре-ді-Стабія, Кампанія (Італія) — 22 березня 1950, Неаполь) — італійський драматург, письменник, актор, режисер, композитор. Видний представник реалізму в італійській літературі першої половини XX століття.

## Життя і творчість
Академічної освіти не отримав, його творчість заснована на особистому життєвому досвіді.
Вперше вийшов на сцену в 4-річному віці, до 20 років отримав загальнонаціональну популярність, як актор і драматург.
Виступав, крім Італії, в Будапешті, Парижі, Триполі, на сценах театрів Південної Америки.
Знімався в кіно («Un amore selvaggio» (1908), «La tavola dei poveri» (1932), «L'armata azzurra» (1932), «L'ultimo scugnizzo» (1938) та ін.).
Автор понад 60 п'єс, головним чином на неаполітанському діалекті, героями яких є люди бідних верств з народу, дрібні злочинці, повії тощо, писав про Неаполь того періоду.
Помер після тривалої хвороби.